# International Association for the Plant Protection Sciences
Die Internationale Association for the Plant Protection Sciences (IAPPS) (in Deutsch: Internationale Vereinigung der Pflanzenschutz Wissenschaften) hat zum Ziel die Ergebnisse der weltweiten Pflanzenschutzforschung zu erfassen und diese der weltweiten phytomedizinischen Wissenschaft und Praxis zur Verfügung zu stellen. Zu diesem Zwecke gibt sie periodisch das Pflanzenschutzmagazin heraus und veranstaltet im Abstand von vier Jahren internationale Kongresse. Die jüngste Veranstaltung, der IPPC 2015 fand in Berlin statt.

## Geschichte
Die IAPPS wurde 1946 während des ersten internationalen Pflanzenschutzkongresses in Löwen gegründet. Der erste Präsident der Organisation war Olaf Freyberg aus Malmö. Er kommentierte die Gründung der Gesellschaft sinngemäß mit den Worten: Die Welt braucht eine internationale Organisation für Pflanzenschutz nicht nur um künftige Kongresse zu planen, sondern in noch größerem Maße eine Plattform zur Diskussion aktueller Forschungsfragen zwischen den Wissenschaftlern zu bilden.
Im Laufe der Jahre wurde der periodisch erscheinende Newsletter und zusätzlich Jahrbücher herausgegeben sowie Kongresse abgehalten. Die im vierjährigen Turnus stattfindenden internationalen Kongresse finden abwechselnd auf unterschiedlichen Erdteilen statt.  Pflanzenschutzwissenschaftler und Vereinigungen für Agrarforschung aller Erdteile sind im Verwaltungsrat bzw. Vorstand der Vereinigung vertreten. Die IAPPS-Organisation verfügt weltweit über 15 regionale Niederlassungen.
Während des Internationalen Pflanzenschutzkongress 2015 in Berlin waren die  Deutsche Phytomedizinische Gesellschaft, das Julius Kühn-Institut und der Industrieverband Agrar die Ausrichter des Kongresses. Der Kongress IPPC 2019 ist für November 2019 in Hyderabad, Telanga, Indien, geplant.

## Kongresse
| Kongress- Nummer | Jahr | Ort              | Präsident/Organisation                                                |
| ---------------- | ---- | ---------------- | --------------------------------------------------------------------- |
| 1                | 1946 | Löwen            | A. Strassens                                                          |
| 2                | 1949 | London           | Viscount Bledisloe                                                    |
| 3                | 1952 | Paris            | Jean Lefevre                                                          |
| 4                | 1957 | Hamburg          | H. Richter                                                            |
| 5                | 1963 | London           | Robert Robinson                                                       |
| 6                | 1967 | Wien             | Ferdinand Beran                                                       |
| 7                | 1970 | Paris            | Jean Bustarret / M. Colas                                             |
| 8                | 1975 | Moskau           | Ivan Churayev / A. A. Goltsov                                         |
| 9                | 1979 | Washington, D.C. | James D. Horsfall, Bill Tweedy/APS                                    |
| 10               | 1983 | Brighton         | Leonard Broadbent / E. Lester                                         |
| 11               | 1987 | Manila           | Jose Velsaco / Edwin Magallona                                        |
| 12               | 1991 | Rio de Janeiro   | Omuz F. Rivaldo / Christiano W. Simon                                 |
| 13               | 1995 | Den Haag         | Johan Dekker / Jan Zadoks                                             |
| 14               | 1999 | Jerusalem        | Yoram Rossler / Jaacov Katan                                          |
| 15               | 2004 | Peking           | Hans Herren/IAPPS / Cheng Zhuo-min / CSPP L. Apple/IAPPS              |
| 16               | 2007 | Glasgow          | Hans Herren/IAPPS / David V. Alford / BCPC E.A.Heinrichs/IAPPS        |
| 17               | 2011 | Honolulu         | Geoff Norton / Ray Martyn/APS B. G.Tweedy/IAPPS E. A. Heinrichs/IAPPS |
| 18               | 2015 | Berlin           | Geoff Norton / Falko Feldmann DPG / E.A. Heinrichs/IAPPS              |